# Wiley (rappeur)
Pour les articles homonymes, voir Wiley.
Richard Kylea Cowie (né le 19 janvier 1979 à Londres), mieux connu sous son nom de scène Wiley, est un producteur, MC et rappeur britannique. 
Il est actif au sein des milieux jungle, drum & bass, grime et du UK garage. 
Il est notamment connu pour une forme de hip-hop appelée « grime » et est récompensé d’une médaille par la Reine en 2018.

## Polémique
En 2020, Wiley publie une série de tirades antisémites sur différents médias sociaux. Il se retrouve interdit pendant quelques heures de publier sur Twitter, où il a un demi-million de suiveurs et de Facebook pour ses récents messages.
Il compare notamment les Juifs au Ku Klux Klan et les appelait des « serpents ». L'inaction initiale de Twitter sur les tweets a conduit à des critiques d'organisations juives, suivies d'un boycott de 48 heures du site par de nombreux journalistes et hommes politiques de premier plan. Wiley s'est depuis séparé avec son manager, qui est juif. Par la suite, il s'excusera pour ces messages déniant toute généralisation tout en refusant de retirer les commentaires antisémites sur Twitter.

## Discographie
Albums
- 2004 : Treddin' on Thin Ice
- 2006 : Da 2nd Phaze
- 2007 : Playtime Is Over
- 2008 : Grime Wave
- 2008 : See Clear Now
- 2009 : Race Against Time
- 2011 : 100% Publishing
- 2011 : Chill Out Zone
- 2012 : Evolve Or Be Extinct
- 2014 : Snakes & Ladders
- 2017 : Godfather
- 2019 : Boasty